# Helmut Grassl
Helmut Grassl (8 luglio 1960) è un allenatore di sci alpino ed ex sciatore alpino svedese.

## Biografia
Discesista puro originario di Sunne e fratello di Christina, a sua volta sciatrice alpina, Grassl vinse il titolo nazionale nel 1979 e nel 1982; non prese parte a rassegne Giochi olimpici invernali né ottenne piazzamenti in Coppa del Mondo o ai Campionati mondiali. Dopo il ritiro è divenuto allenatore nei quadri della Federazione sciistica della Svezia.

## Palmarès

### Campionati svedesi
- 2 ori (discesa libera nel 1979; discesa libera nel 1982)[1]